# Bölcsőd lesz a koporsód
A Bölcsőd lesz a koporsód (eredeti cím: Cradle 2 the Grave) 2003-ban bemutatott amerikai akciófilm Jet Li, DMX és Mark Dacascos főszereplésével. A film Li harmadik közös együttműködése Andrzej Bartkowiakkal a Halálos fegyver 4. és az Öld meg Rómeót! után, illetve második közös szereplése DMX-szel.
Az Amerikai Egyesült Államokban 2003. február 28-án mutatták be.

## Cselekmény
Anthony Fait és tolvajokból álló bandája gyémántokat próbál ellopni egy Christophe nevű francia számára, aki egy titokzatos megbízó közvetítőjeként végzi munkáját. Amikor Fait kapcsolatba lép Christophéval, egy Su nevű tajvani hírszerző ügynök lehallgatja a beszélgetést és megpróbálja azonosítani a bűnözőket.
Miközben a csapat összegyűjt annyi gyémántot, amennyit csak tud, köztük egy táska fekete gyémántot is, Su ügynök felhívja Fait és követeli: ő és a csapata hagyja a gyémántokat a páncélteremben. Figyelmezteti, a rendőrség már úton van. Fait azonban figyelmen kívül hagyja ezt a figyelmeztetést és a bűnözők merész szökést kísérletnek meg a kommandósok blokádja előtt. Míg Faitnak és bandatagjainak, Dariának és Tommynak sikerül elmenekülniük, Su ügynök elkapja Miles-t, és visszaszerzi Miles részét a gyémántokból. Su csalódottan veszi tudomásul, hogy nincsenek Milesnál nincsenek a fekete gyémántok. Eközben Fait megkéri a barátját, Archie-t, vizsgáltassa be az ellopott fekete gyémántokat. A San Franciscó-i nemzetközi repülőtérre érkezve Christophe titokzatos munkaadóját, Linget az asszisztense, Sona értesíti arról, hogy Christophe-ot megtámadták, Fait és bandája pedig elvitte a fekete gyémántokat.
Később aznap este Fait összefut Su-val. A véletlen találkozás közben Fait telefonhívást kap Lingtől, aki követeli a fekete gyémántokat. Fait ezt megtagadja, ezután Ling két embere megtámadja. Su segítségével legyőzi őket és elmenekül. A harc után Archie elmondja Faitnak, néhány gengszter eljött a műhelyébe, és a fekete gyémántokat is követelték. Némi habozás után Archie bevallja, azért adta a köveket a gengsztereknek, hogy ezzel megkímélje a saját életét. Fait egy másik hívást is kap Lingtől, aki elrabolta Fait lányát, Vanessát, ezzel próbálva rávenni Faitot a gyémántok átadására. Fait és Su összefognak közös ellenségük ellen, visszaszerezni a gyémántokat a gengszterektől és megmenteni Vanessát.
Fait felkeresi a börtönben ülő "Jump" Chambers nevű bűnözőt, aki valószínűleg az Archie-t kirabló gengszterek munkaadója. Amikor Chambers megtagadja az együttműködést, Fait elmegy Chambers éjszakai klubjába annak irodájában megkeresni a köveket, de üres kézzel kell távoznia. Eközben Su és Archie egy underground klubba mennek és megpróbálják megtalálni a korábban Archie-ra támadó gengsztereket. Mivel a klub nem fogad vendégeket, Su kénytelen harcosként belépni a klub ringjébe. Su harca közben Archie meglátja a keresett férfit, akinek a gyűrűjét felismeri. Az informátoron keresztül megtudják: a gyémántok a Chamber irodájában lévő habfürdőben vannak elrejtve. Amikor visszatérnek az éjszakai klubba visszaszerezni a gyémántokat, rájönnek, Ling emberei már elvitték azokat. Eközben Vanessa megszökik a furgonból, ahová megkötözve bezárták és talál egy mobiltelefont, melyen megkísérli felhívni az apját. Mielőtt a telefon akkumulátora lemerülne, Vanessa néhány támpontot ad a tartózkodási helyéről. Ezekből a nyomokból a banda arra következtet: Vanessát egy reptéri hangárban tartják fogva.
Rájönnek, Ling el akarja majd árverezni a köveket, amelyek valójában tömegpusztító fegyverek. A csoport átnézi a járatok menetrendjét, hogy találjon egy olyan repülőteret, ahol aznap este sok magánjárat fog leszállni. Megtalálva a megfelelő repülőteret a hangárhoz sietnek, ahol Ling árverése már elkezdődött. Harcra kerül sor, Fait és emberei leszámolnak Ling csapatának tagjaival, míg Su párviadalban megküzd Linggel. Vanessát megmentik, Linggel pedig végeznek. Amikor a rendőrség megérkezik, Fait megígéri, felhagy a bűnözéssel, hogy biztonságos és boldog életet élhessen Vanessával.

## Szereplők
| Színész           | Szerep                             | Magyar hang         |
| ----------------- | ---------------------------------- | ------------------- |
| Jet Li            | Su Duncan                          | Kálloy Molnár Péter |
| DMX               | Anthony Fait                       | Schneider Zoltán    |
| Gabrielle Union   | Daria                              | Pikali Gerda        |
| Mark Dacascos     | Yao Ling                           | Kaszás Gergő        |
| Kelly Hu          | Sona                               | Haumann Petra       |
| Drag-On           | Miles                              | Barabás Kiss Zoltán |
| Anthony Anderson  | Tommy                              | Kerekes József      |
| Tom Arnold        | Archie                             | Harmath Imre        |
| Paige Hurd        | Vanessa Fait                       | Czető Zsanett       |
| Paolo Seganti     | Christophe                         | Dolmány Attila      |
| Michael Jace      | Odion                              | Gergely Róbert      |
| Ron Yuan          | Lézertechnikus                     | Király Attila       |
| Chi McBride       | "Jump" Chambers                    | Borbiczki Ferenc    |
| Sean Cory         | Willy "Chickens"                   |                     |
| Lester Speight    | Chamber's Club ajtónálló           | Jászai László       |
| Randy Couture     | Fight Club harcos                  |                     |
| Martin Klebba     | Fight Club ringszpíker             | Magyar Attila       |
| Woon Young Park   | kopasz végrehajtó                  | Tóth Zoltán         |
| Johnny Trí Nguyễn | Ling bérgyilkosa                   |                     |
| Marcus Young      | Ling bérgyilkosa                   |                     |
| Doug Spearman     | afrikai fegyverkereskedő           |                     |
| Hani Naimi        | egyiptomi fegyverkereskedő         |                     |
| Julie du Page     | francia fegyverkereskedő           |                     |
| Hari Dhillon      | pakisztáni fegyverkereskedő        |                     |
| Peter J. Lucas    | orosz fegyverkereskedő             |                     |
| Tito Ortiz        | ketrecharcos                       |                     |
| Héctor Echavarría | ketrecharcos                       |                     |
| Chuck Liddell     | ketrecharcos                       |                     |
| Arnold Chon       | ketrecharcos                       |                     |
| Garrett Warren    | ketrecharcos                       |                     |
| Kevin Grevioux    | börtönőr (stáblistán nem szerepel) |                     |

## A film készítése
Dacascost egy, a Jet Li honlapján közzétett szavazás alapján választották ki a szerepre, Dacascos saját bevallása szerint nagy rajongója Linek és keményebben tréningezett a filmre, mint valaha bármikor, hogy bírja az iramot Livel.
Andrzej Bartkowiak a harcjeleneteknél több kamerával dolgozott egyszerre, hogy a jeleneteket ne kelljen olyan sokszor felvenni. Ez főképp a veszélyes jelenetek esetében jött jól, ahol a rendező nem akarta túl sokszor falhoz vágni Jet Lit, vagy megégetni a főszereplőket a tűzkörös-esős jelenetben.

## Kritikai visszhang
A film a kritikusok tetszését nem nyerte el, a Rotten Tomatoes 26%-ra ítélte, a Metacritic 36 pontot adott a 100-ból, a film azonban jól teljesített a kasszáknál és első helyen nyitott Amerikában.